# محمد دينشر
محمد دينشر (بالتركية: Mehmet Dinçer)‏ هو لاعب كرة قدم تركي في مركز الوسط، ولد في 20 فبراير 1933 في إسطنبول في تركيا. شارك مع منتخب تركيا لكرة القدم. أما مع النوادي، فقد لعب مع نادي فناربخشه ونادي فنربخشة.

## وصلات خارجية
- محمد دينشر على موقع الاتحاد الدولي (مؤرشف)  (الإنجليزية)
- محمد دينشر على موقع Soccerway.com (الإنجليزية)
- محمد دينشر على موقع عالم كرة القدم.نت (الإنجليزية)